# Johannes Kinder (Heimatforscher)
Johann (Johannes) Christian Kinder (* 23. März 1843 in Lunden; † 23. August 1914 in Plön) war ein deutscher Jurist, Bürgermeister und Heimatforscher.

## Leben und Wirken als Bürgermeister
Johannes Kinder war ein Sohn von Klaus Hinrich Kinder (* 26. Dezember 1809 in Lunden; † 8. November 1870 ebenda) und dessen Ehefrau Anna Katharina, geborene Landsmann (* 6. Dezember 1813 in Lunden; † 25. Mai 1882 ebenda). Der Vater arbeitete als Maler, Glaser und Kaufmann.
Nach einem Besuch der Lundener Bürgerschule mit Rektorenschule wechselte Kinder 1857 in die Quarta der Gelehrtenschule Plön. Ab dem Sommersemester 1863 studierte er Rechtswissenschaften und Geschichte an der Universität Heidelberg. Im Winter ging er zurück nach Schleswig-Holstein, wo er sich dafür engagierte, dass sich die Herzogtümer Schleswig und Holstein von Dänemark lösten. Von 1864 bis 1867 studierte er Jura an der Universität Kiel. Aufgrund einer Augenentzündung konnte er nicht lesen und arbeitete daher für einige Zeit als Landwirt. Von 1868 bis 1870 war er auf dem schlesischen Gut Peruschen im Landkreis Wohlau tätig, 1871/72 auf Zyrowa.
Mit verbesserter Sehkraft arbeitete Kinder von 1873 bis 1875 als Privatsekretär für den Fürsten Karl Maria von Lichnowksky im oberösterreichisch-schlesischen Glatz. 1876 ging er zurück nach Schleswig-Holstein und war hier zwei Jahre Privatsekretär des Landrats des Kreises Pinneberg Emil Voerster. 
1880 wählten ihn die Einwohner von Plön zum Bürgermeister. In Plön arbeitete Kinder unter schwierigen Verhältnissen. Der Magistrat hatte 1867 Justiz und Verwaltung getrennt und das Rathaus an das Amtsgericht vermietet. Kinder baute 1884 und 1895 zwei eigene Wohnhäuser, die er bis 1899 als Amtssitz nutzte. Er unterstützte die Kultur, die Gewerbetreibenden und insbesondere den Tourismus. Innerhalb weniger Jahre konnte er die Stadt finanziell sanieren. Während seiner Amtszeit entstanden 1881 und 1909 zwei neue Volksschulen und 1899 ein Gymnasium. Erfolgreich engagierte er sich für eine Prinzenschule, die 1895 für die Söhne von Wilhelm II. im Prinzenhaus im Garten von Schloss Plön entstand. Zusammen mit Otto Zacharias setzte er sich ab 1888 dafür ein, eine Biologische Station zur Erforschung der Süßwasserseen zu schaffen. So entstand 1892 eine Einrichtung, aus der das spätere Max-Planck-Institut für Limnologie hervorging. Er konnte auch erreichen, dass die Stadt die Kosten für das Bauwerk übernahm.
Kinder gab ein Elektrizitätswerk, 1884 ein Gebäude für die Sparkasse und 1898 die Erweiterung des städtischen Krankenhauses in Auftrag. Er erwarb für Plön zu einem frühen Zeitpunkt Bauerwartungsland, das er später zu günstigen Preisen veräußern konnte. Er übernahm viele Ehrenämter und gehörte seit 1880 dem Kreistag und ab 1889 darüber hinaus dem Kreisausschuss an. Seine Dienstzeit endete freiwillig Ende 1908. Zu diesem Zeitpunkt beendete er auch alle Ehrenämter.
Die Stadt Plön verabschiedete Kinder Anfang 1909 und machte ihn dabei zum ersten Ehrenbürger Plöns. Im Ruhestand schrieb Kinder mehrere Zeitungsartikel, mit denen er Objekte für ein Heimatmuseum einwarb. Das öffentlich zugängliche Museum bestand ab 1911, jedoch nur einige Jahre.

## Wirken als Heimatforscher
Über Plön hinaus bedeutend waren Kinders Arbeiten als Heimatforscher. Ab 1880 schrieb er Aufsätze für Zeitungen und Zeitschriften, für die er viele archivalische Quellen nutzte. Er beschäftigte sich insbesondere mit der Historie Lundens und Plöns. Teile hiervon verwendete er für die Bände Alte Dithmarsische Geschichten (1885), Alte Plöner Geschichten (1893) sowie Plön. Beiträge zur Stadtgeschichte (1904). Die von ihm verwendeten Quellen gab er nicht immer an und schuf daraus auch keine Gesamtdarstellungen.
Insbesondere hervorzuheben ist Kinders Urkundenbuch zur Chronik der Stadt Plön, das er von 1881 bis 1883 erarbeitete und 1890 erweiterte. Es umfasst Urkunden und Akten und Kommentare des Autors. Die so geschaffenen Beiträge für Forschungen zur Historie und Kulturgeschichte Plöns und des Hofs des Fürsten galten noch mehr als 100 Jahre später als grundlegend.

## Ehrungen
- 1899: Königlicher Kronen-Orden (Preußen), 4. Klasse
- 1908: Roter Adlerorden, 4. Klasse

## Familie
Kinder heiratete am 3. Juli 1883 in Brügge Anna Gude Charlotte Clausen (* 25. Dezember 1861 in Glückstadt; † 9. August 1940 in Plön). Ihr Vater Friedrich Otto Clausen (1823–1896) wirkte in Brügge als Pastor und Konsistorialrat und war verheiratet mit Anna Therese Friederike, geborene Sörensen.
Das Ehepaar Kinder hatte fünf Töchter und vier Söhne. Der Sohn Johann Christian (* 8. Juni 1890; † 24. Dezember 1969) wirkte in Plön als Steinmetz und Bildhauer. Der Sohn Christian Kinder erlangte Bekanntheit als Jurist, Präsident des Landeskirchenamtes und Kurator der Universität Kiel.

## Schriften (Auswahl)
- Die ersten Beliebungen der Pantaleonsgilde in Lunden. In: Die Heimat. Monatsschrift des Vereins zur Pflege der Natur- und Landeskunde in Schleswig-Holstein, Hamburg und Lübeck. Bd. 5 (1895), Heft 1 und 2, Januar–Februar 1895, S. 43–45 (Digitalisat).
- Ein Beitrag zur Geschichte der Wanderbettelei in Schleswig-Holstein. In: Die Heimat. Monatsschrift des Vereins zur Pflege der Natur- und Landeskunde in Schleswig-Holstein, Hamburg und Lübeck. Bd. 5 (1895), Heft 11 und 12, November und Dezember 1895, S. 215–219 (Digitalisat).
- Der Plöner Schlossgarten. In: Die Heimat. Monatsschrift des Vereins zur Pflege der Natur- und Landeskunde in Schleswig-Holstein, Hamburg und Lübeck. Bd. 6 (1896), Heft 5, Mai 1896, S. 92–94 (Digitalisat).
- Etwas über Vornamen. In: Die Heimat. Monatsschrift des Vereins zur Pflege der Natur- und Landeskunde in Schleswig-Holstein, Hamburg und Lübeck. Bd. 6 (1896), Heft 12, Dezember 1896, S. 233–236 (Digitalisat).
- Moderner Hexenglaube. In: Die Heimat. Monatsschrift des Vereins zur Pflege der Natur- und Landeskunde in Schleswig-Holstein, Hamburg und Lübeck. Bd. 7 (1897), Heft 1, Januar 1897, S. 13–15 (Digitalisat).
- Verlöbnisse und Eheschließungen. In: Die Heimat. Monatsschrift des Vereins zur Pflege der Natur- und Landeskunde in Schleswig-Holstein, Hamburg und Lübeck. Bd. 7 (1897), Heft 11, November 1897, S. 201–205 (Digitalisat).
- Der Krabbenfang in Büsum. In: Die Heimat. Monatsschrift des Vereins zur Pflege der Natur- und Landeskunde in Schleswig-Holstein, Hamburg und Lübeck. Bd. 9 (1899), Heft 7, Juli 1899, S. 143–145 (Digitalisat).
- Das Gottesgeld. In: Die Heimat. Monatsschrift des Vereins zur Pflege der Natur- und Landeskunde in Schleswig-Holstein, Hamburg und Lübeck. Bd. 9 (1899), Heft 12, Dezember 1899, S. 229–232 (Digitalisat).
- Höfische Neujahrsrechnungen. In: Die Heimat. Monatsschrift des Vereins zur Pflege der Natur- und Landeskunde in Schleswig-Holstein, Hamburg und Lübeck. Bd. 11 (1901), Heft 1, Januar 1901, S. 17f. (Digitalisat).
- Die Dithmarscher Bucht. In: Die Heimat. Monatsschrift des Vereins zur Pflege der Natur- und Landeskunde in Schleswig-Holstein, Hamburg und Lübeck. Bd. 13 (1903), Heft 10, Oktober 1903, S. 222–224 (Digitalisat).
- Herzog Peter Friedrich Wilhelm von Oldenburg in Plön von 1777–1823. In: Zeitschrift der Gesellschaft für Schleswig-Holsteinische Geschichte. Bd. 33 (1903), S. 189–235 (Digitalisat).
- Hausmarken, Handzeichen und Siegel. In: Die Heimat. Monatsschrift des Vereins zur Pflege der Natur- und Landeskunde in Schleswig-Holstein, Hamburg und Lübeck. Bd. 14 (1904), Heft 1, Januar 1904, S. 8–14 (Digitalisat).
- Die Kopenhagener Sklavenkasse. In: Die Heimat. Monatsschrift des Vereins zur Pflege der Natur- und Landeskunde in Schleswig-Holstein, Hamburg und Lübeck. Bd. 18 (1908), Heft 12, Dezember 1908, S. 286–290 (Digitalisat).